# Tsumi
Le tsumi (罪) au Japon est une entorse à la moralité ou l'éthique religieuse, particulièrement au shintô. On peut l'identifier au péché des religions occidentales.
On trouve deux sortes de tsumi : l’amatsumi (天つ罪, fautes criminelles, violation des tabous) et le kunitsu tsumi (国つ罪, crimes de sang, maladies, inceste, ou kegare).